# Тужиловка (Липецкая область)
Тужи́ловка — деревня в Липецком районе Липецкой области России. Входит в Новодеревенский сельсовет.

## География
Расположена у правого берега реки Кузьминки. В 1,5 км юго-западнее проходит Лебедянское шоссе, на котором находится кладбище.
Через Тужиловку проходит линия электропередачи к Северному Руднику.

## Население
| 1926 | 2010 | 2012 |
| ---- | ---- | ---- |
| 98   | ↘56  | ↗62  |

## История
Возникла в 1920 году. 
Название, вероятно, было дано по фамилии Тужилов.